# Калиновка (Бахмачский район)
Кали́новка (укр. Калинівка) — село, расположенное на территории Бахмачского района Черниговской области (Украина).
Население составляет 133 жителя (2006 год). Плотность населения — 3800 чел/кв.км.
Впервые упоминается в 1917 году.
Средняя высота населённого пункта — 149 м над уровнем моря. Село находится в зоне умеренно континентального климата.
Национальный состав представлен преимущественно украинцами, конфессиональный состав — христианами.